# Узедом
У́зедом (нем. Usedom) или Узнам (пол. Uznam) — остров в Балтийском море, напротив устья реки Одер, разделённый антигитлеровской коалицией между Германией и Польшей, после Второй мировой войны. 
Остров отделён от материка проливом Пенештром, в другом источнике указано что остров от материка отделяется рекой Пееной.

## Характеристика
Площадь острова 445 (408) км² (Германия — 373 км² и Польша — 72 км²). Население 76 500 человек. (Германия — 31 500 человек и Польша — 45 000 человек). 
На начало XX столетия остров представляет равнину покрытую лугами, за исключением нескольких высоких песчаных дюн и гор Штрекель и Гольм,  с множеством озер, обширными лесами и довольно хорошей почвой для земледелия. На нём проживало 33 000 жителей обоего пола, и их главными занятиями были земледелие, скотоводство, рыболовство, судоходство, лоцманское дело. Были развиты морские купания на курортах Герингсдорф, Свинемюнде, Альбек и других. На юго-западной стороне острова, в глубине бухты, имеющей вид озера был расположен город Узедом, в котором проживало 1 755 (1 729) жителей обоего пола.

## История
Первоначально на островах Рюген, Узедом и Воллин и между Одером, Гавелем и Балтийским морем обитали союзные славянские племена под общим названием Лютичи, которые постоянно воевали с франками, саксами и так далее, в основном с норманнами  и немцами, и их борьба с ними за свою независимость была чрезвычайно упорной и продолжалась около 400 лет (с VIII по XII столетие). Немецкие колонизаторы массами истребляли лютичей, облагали их данью, насильно обращали в христианство, строили католические церкви и монастыри, закрепощали, завладевали их землями и заселяли их немецкими колонистами, и в конечном итоге покорили. Во второй половине XII столетия на землях лютичей Альбрехтом Медведем была основана Бранденбургская марка. С XIII по XIX столетие во время всевозможных войн в Европе территория острова часто являлась собственностью различных монархов, и в конечном итоге оказался в королевстве Пруссия. 
Некоторые люди считают, что в X — XII веках рядом на полуострове располагался легендарный город балтийских славян Винета (Юмнета).
На начало XX столетия остров Узедом принадлежал к прусской провинции Померания (Штеттин), и вместе с островом Воллин, с которым он образовывал округ Узедом-Воллин, отделяет померанский гаф (Штеттинский гафф) от Балтийского моря.
Во время Второй мировой войны на острове близ озера Готензе располагался концлагерь «Узедом», где было развёрнуто производство ракет Фау-1, а затем и Фау-2. 8 февраля 1945 года из концлагеря «Узедом» совершила побег на захваченном бомбардировщике группа советских военнопленных во главе с лётчиком Михаилом Девятаевым.
После Второй мировой войны по решению антигитлеровской коалиции часть территории острова передана Польской Народной Республике.

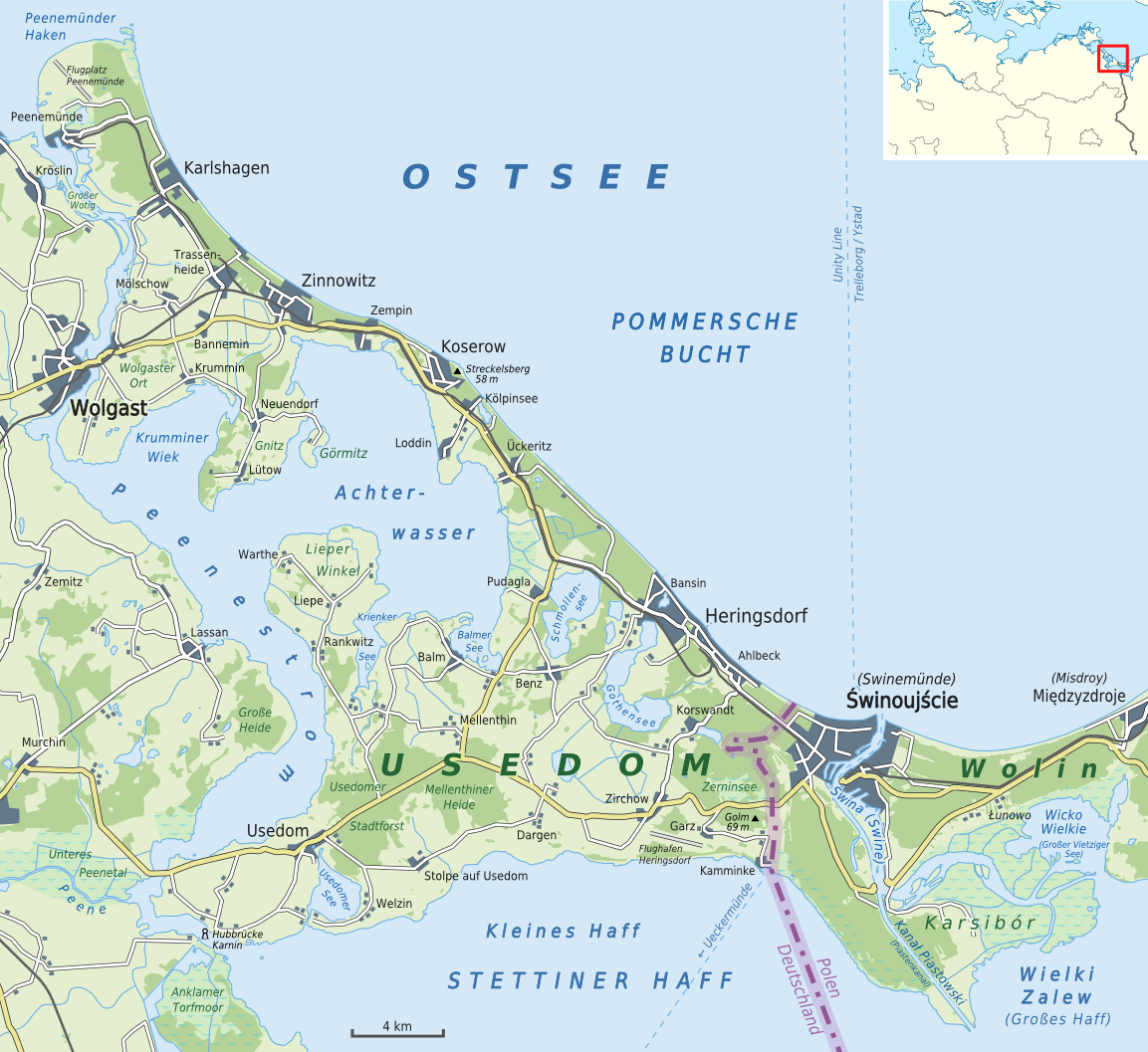
Карта Узедома.
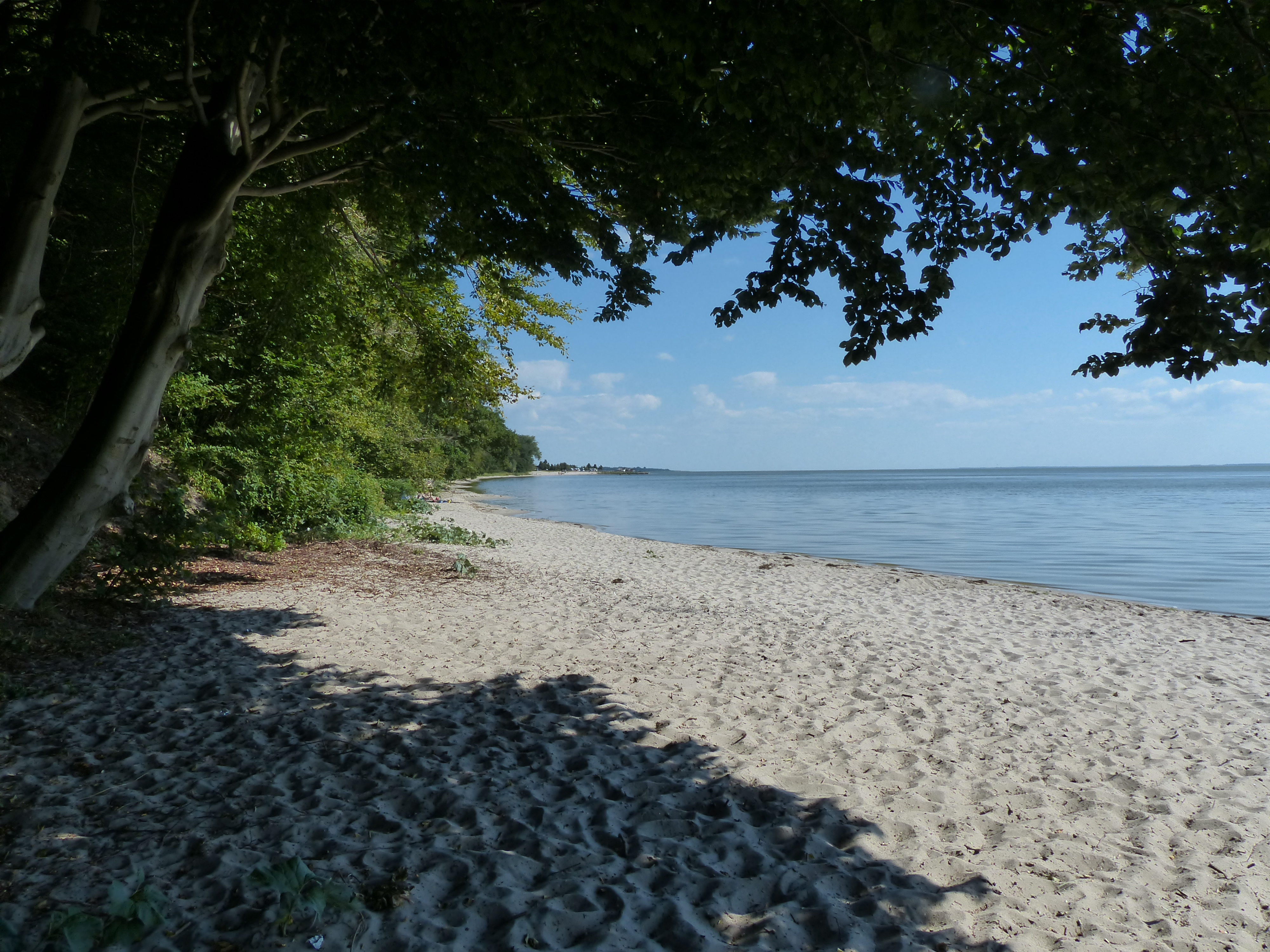
Пляж на Узедоме.